# 640 (numero)
Seicentoquaranta è il numero naturale dopo il 639 e prima del 641.

## Proprietà matematiche
- È un numero pari.
- È un numero composto, con i seguenti 16 divisori: 1, 2, 4, 5, 8, 10, 16, 20, 32, 40, 64, 80, 128, 160, 320, 640. Poiché la somma dei suoi divisori (escluso il numero stesso) è 885 > 640, è un numero abbondante.
- È un numero di Harshad.
- È un numero palindromo e un numero ondulante nel sistema di numerazione posizionale a base 12 (454) e in quello a base 13 (3A3).
- È un numero 16-gonale.
- È un numero pratico.
- È un numero rifattorizzabile in quanto divisibile per il numero dei propri divisori.
- È un numero malvagio.
- È parte delle terne pitagoriche (144, 640, 656), (312, 640, 712), (384, 512, 640), (480, 640, 800), (640, 672, 928), (640, 924, 1124), (640, 1200, 1360), (640, 1536, 1664), (640, 1998, 2098), (640, 2520, 2600), (640, 3168, 3232), (640, 4071, 4121), (640, 5100, 5140), (640, 6384, 6416), (640, 10230, 10250), (640, 12792, 12808), (640, 20475, 20485), (640, 25596, 25604), (640, 51198, 51202), (640, 102399, 102401).

## Astronomia
- 640 Brambilla è un asteroide della fascia principale del sistema solare.
- NGC 640 è una galassia spirale della costellazione della Balena.

## Astronautica
- Cosmos 640 è un satellite artificiale russo.